# Christian Giménez (ur. 1981)
Christian „Chaco” Giménez (ur. 1 lutego 1981 w Resistencii) – meksykański piłkarz pochodzenia argentyńskiego występujący na pozycji ofensywnego pomocnika, reprezentant Meksyku, trener piłkarski.
Jego syn Santiago Giménez również jest piłkarzem.

## Kariera klubowa
Giménez pochodzi z miasta Resistencia, położonego w prowincji Chaco (stąd przydomek piłkarza) i jest wychowankiem tamtejszego zespołu Club Atlético Chaco For Ever. Jeszcze jako nastolatek został zawodnikiem jednego z najpopularniejszych klubów w kraju, Club Atlético Boca Juniors ze stołecznego Buenos Aires. W argentyńskiej Primera División zadebiutował w wieku siedemnastu lat za kadencji szkoleniowca Carlosa Bianchiego, 5 sierpnia 1998 w przegranym 0:1 spotkaniu z Vélezem Sarsfield. Pierwszego gola w najwyższej klasie rozgrywkowej strzelił za to 6 września tego samego roku w wygranej 6:2 konfrontacji z Huracánem. Już w swoim premierowym sezonie, Apertura 1998, wywalczył z Boca tytuł mistrza Argentyny i sukces ten powtórzył później jeszcze dwukrotnie, w rozgrywkach Clausura 1999 oraz Apertura 2000. Podczas fazy Apertura 2002 zdobył za to wicemistrzostwo kraju, a w międzyczasie, w 2000 i 2001 roku, triumfował w najbardziej prestiżowych rozgrywkach kontynentu – Copa Libertadores. Mimo licznych osiągnięć nie potrafił sobie wywalczyć miejsca w wyjściowej jedenastce Boca, przeważnie pozostając rezerwowym dla Guillermo Barrosa Schelotto i Marcelo Delgado.
Wiosną 2003 Giménez odszedł do znacznie niżej notowanego Uniónu de Santa Fe, gdzie od razu został podstawowym piłkarzem, jednak na koniec rozgrywek 2002/2003 spadł z nim do drugiej ligi. Sam pozostał jednak w najwyższej klasie rozgrywkowej, podpisując umowę ze stołecznym CA Independiente, w którym również regularnie pojawiał się na ligowych boiskach w pierwszym składzie, jednak nie potrafił nawiązać do sukcesów odnoszonych w Boca. W lipcu 2004 wyjechał do Meksyku, gdzie spędził resztę swojej kariery, początkowo podpisując umowę z Tiburones Rojos de Veracruz. W meksykańskiej Primera División zadebiutował 14 sierpnia 2004 w przegranym 0:2 meczu z Monterrey, natomiast premierową bramkę strzelił równo dwa tygodnie później, 28 sierpnia w wygranym 2:1 pojedynku z Morelią. Po roku spędzonym w Veracruz, przeciętnym w wykonaniu zarówno swoim, jak i własnej ekipy, przeszedł do zespołu Club América ze stołecznego miasta Meksyk, gdzie trafił za rekomendacją legendy drużyny, byłego kolegi klubowego Cuauhtémoca Blanco. Barwy Amériki również reprezentował przez dwanaście miesięcy, nie zdobywając z nią żadnego trofeum.
Latem 2006 Giménez został graczem ówczesnego mistrza kraju – CF Pachuca, gdzie w ciągu następnych kilku miesięcy został niekwestionowaną gwiazdą nie tylko swojego zespołu, ale również całej ligi meksykańskiej. Jeszcze w tym samym roku zdobył z prowadzonym przez Enrique Mezę nowym klubem superpuchar Meksyku – Campeón de Campeones, a także triumfował w kontynentalnych rozgrywkach Copa Sudamericana, w drugim spotkaniu finałowego dwumeczu z chilijskim CSD Colo-Colo zdobywając decydującego o zwycięstwie gola. W wiosennym sezonie Clausura 2007 wywalczył pierwsze w karierze mistrzostwo Meksyku, zajął drugie miejsce w Recopa Sudamericana, natomiast zwyciężył w rozgrywkach SuperLigi i Pucharu Mistrzów CONCACAF. W 2008 roku po raz drugi wygrał północnoamerykańską Ligę Mistrzów, za to w 2009 roku zajął drugie miejsce w turnieju kwalifikacyjnym do Copa Libertadores – InterLidze, a także zdobył tytuł wicemistrzowski w fazie Clausura. W barwach Pachuki dwukrotnie wziął udział w Klubowych Mistrzostwach Świata, w 2007 roku zajmując z nią szóste miejsce, natomiast w 2008 roku czwartą lokatę. W sezonie Clausura 2009 został wybrany w plebiscycie FMF najlepszym piłkarzem i ofensywnym pomocnikiem ligi meksykańskiej; do drugiej z tych nagród był nominowany jeszcze kilkakrotnie. Ogółem podczas trzyipółletniej gry w Pachuce zanotował 169 spotkań, w których strzelił 65 goli.
W styczniu 2010 Giménez za sumę pięciu milionów dolarów został ściągnięty przez byłego szkoleniowca z Pachuki – Enrique Mezę – do stołecznego klubu Cruz Azul. Tam także został kluczowym piłkarzem drużyny i w 2010 roku dotarł z nią do finału rozgrywek Ligi Mistrzów CONCACAF. W wiosennych rozgrywkach Clausura 2013, tworząc skuteczną formację ofensywną z graczami takimi jak Teófilo Gutiérrez, Mariano Pavone, Javier Orozco czy Pablo Barrera, wywalczył z Cruz Azul tytuł wicemistrza Meksyku, a także triumfował w rozgrywkach krajowego pucharu – Copa MX, zdobywając pierwsze po szesnastu latach przerwy trofeum w historii klubu. W 2014 roku po raz trzeci wygrał Ligę Mistrzów CONCACAF, dzięki czemu po raz kolejny mógł wziąć udział w Klubowych Mistrzostwach Świata; tym razem zajął w nich czwartą lokatę. Dwa lata później, po odejściu Gerardo Torrado, został mianowany kapitanem zespołu.
| Sezon     | Klub                        | Kraj      | Rozgrywki        | Mecze | Bramki |
| --------- | --------------------------- | --------- | ---------------- | ----- | ------ |
| 1998/1999 | CA Boca Juniors             | Argentyna | Primera División | 10    | 1      |
| 1999/2000 | CA Boca Juniors             | Argentyna | Primera División | 8     | 2      |
| 2000/2001 | CA Boca Juniors             | Argentyna | Primera División | 7     | 1      |
| 2001/2002 | CA Boca Juniors             | Argentyna | Primera División | 22    | 3      |
| 2002/2003 | CA Boca Juniors             | Argentyna | Primera División | 9     | 0      |
| 2002/2003 | Unión de Santa Fe           | Argentyna | Primera División | 16    | 3      |
| 2003/2004 | CA Independiente            | Argentyna | Primera División | 33    | 7      |
| 2004/2005 | Tiburones Rojos de Veracruz | Meksyk    | Liga MX          | 34    | 4      |
| 2005/2006 | Club América                | Meksyk    | Liga MX          | 34    | 5      |
| 2006/2007 | CF Pachuca                  | Meksyk    | Liga MX          | 40    | 12     |
| 2007/2008 | CF Pachuca                  | Meksyk    | Liga MX          | 33    | 9      |
| 2008/2009 | CF Pachuca                  | Meksyk    | Liga MX          | 36    | 21     |
| 2009/2010 | CF Pachuca                  | Meksyk    | Liga MX          | 15    | 3      |
| 2009/2010 | Cruz Azul                   | Meksyk    | Liga MX          | 16    | 2      |
| 2010/2011 | Cruz Azul                   | Meksyk    | Liga MX          | 40    | 17     |
| 2011/2012 | Cruz Azul                   | Meksyk    | Liga MX          | 30    | 6      |
| 2012/2013 | Cruz Azul                   | Meksyk    | Liga MX          | 34    | 11     |
| 2013/2014 | Cruz Azul                   | Meksyk    | Liga MX          | 31    | 6      |
| 2014/2015 | Cruz Azul                   | Meksyk    | Liga MX          | 33    | 5      |
| 2015/2016 | Cruz Azul                   | Meksyk    | Liga MX          | 29    | 9      |
| 2016/2017 | Cruz Azul                   | Meksyk    | Liga MX          | 32    | 5      |
| 2017/2018 | Cruz Azul                   | Meksyk    | Liga MX          | 12    | 1      |
| 2017/2018 | CF Pachuca                  | Meksyk    | Liga MX          | 5     | 0      |
| 2018/2019 | CF Pachuca                  | Meksyk    | Liga MX          | 5     | 0      |

## Kariera reprezentacyjna
W 2001 roku Giménez znalazł się w ogłoszonym przez szkoleniowca José Pekermana składzie reprezentacji Argentyny U-20 na Młodzieżowe Mistrzostwa Ameryki Południowej w Ekwadorze. Tam pełnił rolę podstawowego gracza drużyny, wystąpił w ośmiu z dziewięciu spotkań, tworząc ofensywny duet z Alejandro Domínguezem i zdobył gola w spotkaniu z Kolumbią (4:1). Jego kadra, mająca również w składzie graczy takich jak Wilfredo Caballero, Fabricio Coloccini czy Nicolás Burdisso, zanotowała pięć zwycięstw, trzy remisy i jedną porażkę, zajmując ostatecznie drugie miejsce w decydującej, drugiej fazie rozgrywek, a jako gospodarz automatycznie zakwalifikowała się na Mistrzostwa Świata U-20 w Argentynie. Sam Giménez nie znalazł się jednak w składzie na światowy czempionat młodzieżowców, w którym argentyńska drużyna ostatecznie triumfowała.
W maju 2009 Giménez został powołany przez selekcjonera Diego Maradonę do seniorskiej reprezentacji Argentyny na spotkania z Kolumbią i Ekwadorem w ramach eliminacji do Mistrzostw Świata 2010, jednak nie zdołał wystąpić w żadnym z nich.
W lipcu 2013 Giménez otrzymał meksykańskie obywatelstwo po dziewięciu latach występów w tym kraju. Kilka tygodni później został powołany przez selekcjonera José Manuela de la Torre do reprezentacji Meksyku, w której zadebiutował 14 sierpnia 2013 w wygranym 4:1 meczu towarzyskim z Wybrzeżem Kości Słoniowej. Kilka tygodni później rozegrał cztery spotkania w ramach udanych dla jego kadry eliminacji do Mistrzostw Świata 2014, lecz nie znalazł się ostatecznie w składzie na mundial.